# Prix Henri-de-Régnier
Le prix Henri-de-Régnier de l'Académie française est un prix annuel de soutien à la création littéraire créé en 1994 par regroupement des prix des fondations Aubry-Vitet, Bonardi, Pierre-de-Régnier, Xavier-Marmier, Monbinne, Pierre-Villey et de-Vismes. Il est actuellement doté de 4 000 euros.

## Liste des lauréats
| Année | Auteur récompensé       | Œuvre récompensée                                                                         | Récompense |
| ----- | ----------------------- | ----------------------------------------------------------------------------------------- | ---------- |
| 1995  | Frédéric Maire          | Ensemble de ses travaux                                                                   | 5 000 F    |
| 1997  | Robert Marteau          | Ensemble de ses travaux                                                                   | 5 000 F    |
| 1998  | Jean-Claude Andro       | Ensemble de ses travaux                                                                   | 10 000 F   |
| 1999  | Maurice Pons            | Ensemble de ses travaux                                                                   | 20 000 F   |
| 2000  | Jean-Christophe Buisson | Héros trahi par les Alliés, Le général Mihailovic, Perrin                                 | 20 000 F   |
| 2001  | Jean-Clarence Lambert   | Anthologie de la poésie suédoise, et l'ensemble de son œuvre poétique, Somogy             | 20 000 F   |
| 2002  | Bruno Maillé            | Ensemble de ses travaux                                                                   | 3 000 €    |
| 2003  | Fouad El-Etre           | Ensemble de son œuvre                                                                     | 3 000 €    |
| 2005  | Marc Alyn               | Le Piéton de Venise, Bartillat                                                            | 5 000 €    |
| 2006  | Catherine Pinguet       | Ensemble de son œuvre                                                                     | 5 000 €    |
| 2007  | Pascal Rannou           | De Corbière à Tristan. Les Amours jaunes : une quête de l'identité, Honoré Champion       | 5 000 €    |
| 2008  | Célia Houdart           | Les merveilles du monde, POL                                                              | 5 000 €    |
| 2009  | Jean-Jacques Lafaye     | « Pour soutenir son étude sur André Maurois »                                             | 5 000 €    |
| 2010  | Annelise Roux           | La Solitude de la fleur blanche, Sabine Wespieser Editeur                                 | 5 000 €    |
| 2011  | Guillaume Métayer       | Anatole France et le nationalisme littéraire. Scepticisme et tradition, Éditions du Félin | 5 000 €    |
| 2012  | Philippe Lançon         | Les Îles, Jean-Claude Lattès                                                              | 5 000 €    |
| 2013  | Jean-Baptiste Harang    | Bordeaux-Vintimille                                                                       | 5 000 €    |
| 2014  | Kirby Jambon            | Petites Communions. Poèmes, chansons et jonglements                                       | 5 000 €    |
| 2015  | Arnaud Guillon          | Tableau de chasse, Héloïse d'Ormesson                                                     | 3 000 €    |
| 2016  | Marc Pautrel            | Une jeunesse de Blaise Pascal                                                             | 3 000 €    |
| 2017  | Serge Airoldi           | Rose Hanoï                                                                                | 3 000 €    |
| 2018  | Carine Fernandez        | Mille ans après la guerre                                                                 | 3 000 €    |
| 2019  | Charlotte Hellman       | Glissez, mortels                                                                          | 3 000 €    |
| 2020  | Laura Ulonati           | Une histoire italienne                                                                    | 3 000 €    |
| 2021  | Camille de Toledo       | Thésée, sa vie nouvelle                                                                   | 3 000 €    |
| 2022  | Dominique Charnay       | Queneau et ses vies de chien                                                              | 3 000 €    |
| 2023  | Kerwin Spire            | Monsieur Romain Gary. Écrivain-réalisateur                                                | 3 000 €    |
| 2024  | Philippe Lacoche        | Oh, les filles ! et pour, Les Ombres des Mohicans                                         | 4 000 €    |